# فيلدي يوهانسن
فيلدي يوهانسن (بالنرويجية: Vilde Ingeborg Johansen‏) مواليد 25 يوليو 1994 في تونسبيرغ، هي لاعبة كرة يد نرويجية تلعب كمحور. مثلت منتخب النرويج لكرة اليد للسيدات.

## الإنجازات
- بطولة النرويج :
  - الفوز: 2013/2014، 2014/2015، 2015/2016
- كأس النرويج :
  - الفوز: 2013، 2014، 2015

## روابط خارجية
- فيلدي يوهانسن على موقع الاتحاد الدولي لكرة اليد (الإنجليزية)
- فيلدي يوهانسن على موقع الاتحاد الأوروبي لكرة اليد (الإنجليزية)
- فيلدي يوهانسن على موقع الاتحاد النرويجي لكرة اليد (النرويجية)
- فيلدي يوهانسن على موقع اللجنة الأولمبية الدولية (الإنجليزية)
- فيلدي يوهانسن على موقع أوليمبيديا (الإنجليزية)